# Vide e Cabeça
Vide e Cabeça (oficialmente: União das Freguesias de Vide e Cabeça) é uma freguesia portuguesa do município de Seia, com 56,47 km² de área e 570 habitantes (censo de 2021). A sua densidade populacional é 10,1 hab./km².

## História
Foi constituída em 2013, no âmbito de uma reforma administrativa nacional, pela agregação das antigas freguesias de Vide e Cabeça e tem sede em Vide. A 7 de Setembro de 2022, a Assembleia de Freguesia da União das Freguesias de Vide e Cabeça deliberou a desagregação das Antigas Freguesias e remeteu o processo para a Assembleia Municipal que em reunião de 19 de dezembro de 2022 aprovou a proposta de desagregação, tendo o processo seguido para a Assembleia da República, para análise 

## Demografia
A população registada nos censos foi:
| Distribuição da População por Grupos Etários | Distribuição da População por Grupos Etários | Distribuição da População por Grupos Etários | Distribuição da População por Grupos Etários | Distribuição da População por Grupos Etários | Distribuição da População por Grupos Etários |
| -------------------------------------------- | -------------------------------------------- | -------------------------------------------- | -------------------------------------------- | -------------------------------------------- | -------------------------------------------- |
| Antes da agregação                           |                                              |                                              |                                              |                                              |                                              |
| Ano                                          | 0-14 anos                                    | 15-24 anos                                   | 25-64 anos                                   | >= 65 anos                                   | Total                                        |
| 2001                                         | 92                                           | 110                                          | 441                                          | 429                                          | 1072                                         |
| 2011                                         | 49                                           | 53                                           | 323                                          | 336                                          | 761                                          |
| Após a agregação                             |                                              |                                              |                                              |                                              |                                              |
| Ano                                          | 0-14 anos                                    | 15-24 anos                                   | 25-64 anos                                   | >= 65 anos                                   | Total                                        |
| 2021                                         | 20                                           | 34                                           | 200                                          | 316                                          | 570                                          |